# Bad Traunstein
Pour les articles homonymes, voir Traunstein (homonymie).
Bad Traunstein est une commune autrichienne du district de Zwettl en Basse-Autriche.